# Horní Rápotice
Horní Rápotice település Csehországban, a Pelhřimovi járásban. Horní Rápotice Humpolec, Kaliště és Jiřice településekkel határos. Lakosainak száma 170 fő (2024. január 1.).

## Népesség
A település lakosságának változását az alábbi diagram mutatja:
| Lakosok száma | 204  | 229  | 227  | 170  | 137  | 154  | 152  | 162  | 172  | 170  |
|               | 1869 | 1890 | 1921 | 1950 | 1980 | 2001 | 2017 | 2019 | 2022 | 2024 |